# Elecciones estatales de Schleswig-Holstein de 1987
La elecciones estatales en Schleswig-Holstein de 1987 se celebraron el 13 de septiembre de 1987 en paralelo con la elección estatal de Bremen. Al igual que con la elección de 1983 el primer ministro Uwe Barschel fue el principal candidato de la CDU, el SPD postuló a su nuevo líder parlamentario y líder de la oposición Björn Engholm.

## Antecedentes
En la elección anterior, solo la CDU, el SPD y el SSW habían logrado entrar en el Parlamento. La CDU había logrado mantener su mayoría absoluta, mientras que el SPD apenas había mejorado.

## Campaña
La CDU temía perder la elección, ya que debido al asunto Barschel (escándalo político donde se acusó al primer ministro de fraude), había perdido la confianza de los electores. Este hecho influyó de manera decisiva en los resultados.

## Resultados
Los resultados fueron:
Hab. inscritos: 2035382
Votantes: 1559330 (Participación: 76,61 %)
Votos válidos: 1550036
| Partido | Partido        | Votos   | %     | Mand. directos | Escaños |
| ------- | -------------- | ------- | ----- | -------------- | ------- |
|         | SPD            | 701124  | 45,23 | 28             | 36      |
|         | CDU            | 660484  | 42,61 | 16             | 33      |
|         | FDP            | 81113   | 5,23  |                | 4       |
|         | GRÜNE          | 60408   | 3,90  |                |         |
|         | SSW            | 23316   | 1,50  |                | 1       |
|         | UWSH           | 20628   | 1,33  |                |         |
|         | DKP            | 2338    | 0,15  |                |         |
|         | ÖDP            | 556     | 0,03  |                |         |
|         | FSU            | 39      | 0,00  |                |         |
|         | Independientes | 30      | 0,00  |                |         |
| Total   | Total          | 1550036 |       | 44             | 74      |

La CDU perdió su mayoría absoluta, mientras que el SPD fue por primera vez desde 1958, la fuerza más poderosa en el parlamento. El FDP logró volver al parlamento, pero Los Verdes no.
El resultado de las elecciones fue un punto muerto: El FDP (4 escaños) y la CDU (33 escaños) podían formar una coalición con 37 de los 74 escaños parlamentarios, al igual que el SPD (36 escaños) y la SSW (1 escaño). 
La formación del nuevo gobierno se vio complicada por el escándalo relacionado con el primer ministro Barschel, que dimitió el 2 de octubre de 1987, y que en la noche del 10 al 11 de octubre de 1987 fue  asesinado por hasta hoy inexplicables circunstancias en Ginebra.
Debido al asunto Barschel, se convocó a nuevas elecciones, que se llevaron a cabo el 8 de mayo de 1988. Hasta entonces, el ministro del Interior Henning Schwarz ocupó el cargo de primer ministro.